# Gentiana autumnalis
Gentiana autumnalis är en gentianaväxtart som beskrevs av Carl von Linné. Gentiana autumnalis ingår i släktet gentianor, och familjen gentianaväxter. Inga underarter finns listade i Catalogue of Life.